# Boyabissoumbi
Boyabissoumbi  (ou Boyabisoumbi) est un village du Cameroun, situé dans l'arrondissement (commune) d'Ombessa, le département du Mbam-et-Inoubou et la région du Centre.

## Population
En 1964, Boyabissoumbi comptait 1 249 habitants, principalement des Bafia. Lors du recensement de 2005, on y a dénombré 1 127 personnes.

## Infrastructures
La localité dispose d'un centre de santé.